# Årring
Årring er det almindelige navn for træers eller buskes tykkelsesvækst. Tykkelsesvæksten foregår hos nåletræer og dækfrøede planter, og den sker (oftest) i vækstlaget lige under barken. Ved et længdesnit gennem en gren eller en stamme ses årringene som mere eller mindre parallelle striber i veddet (årerne i veddet), mens de kun ses som ringe på et tværsnit. 
Når årstilvæksten i det hele taget kan ses med det blotte øje, skyldes det den kendsgerning, at planten satser forskelligt i sin tykkelsesvækst hen over vækstperioden. I tiden fra løvspring og frem til Skt. Hans, hvor lysmængden er tiltagende, dannes årstilvæksten mest af lystfarvet cellulose. Under indtryk af den aftagende lysmængde om sommeren og efteråret går planten mere og mere over til at indbygge mørktfarvet lignin i tilvæksten. Derfor er den lyse del af årringen altid den tidlige del, mens den mørkfarvede dannes til sidst. I øvrigt er det en tommelfingerregel, at ca. halvdelen af årringens bredde er dannet før Skt. Hans.
Årringe opstår overalt, hvor vækstbetingelserne omfatter en vekslen mellem gunstige og ugunstige forhold. Det gælder hos os i de tempererede egne, men det gælder også i subtropiske eller tropiske områder med en tørketid. Planter, som vokser i tropiske områder med daglig nedbør (tropisk regnskov), har derimod ikke klart afgrænsede vækstperioder. De danner 5-6 blade i ét forløb, men derefter holder de en pause, før de går i gang med det næste sæt blade. Disse planter har ikke synlige årringe eller årer i veddet.